# Geovanny Mera
Geovanny Alfonso Mera (Ambato, Tungurahua, Ecuador; 16 de agosto de 1962) es un exfutbolista y entrenador ecuatoriano de fútbol.
Figura en quinto lugar en la clasificación de los máximos goleadores de la Serie A de Ecuador.

## Trayectoria

### Como futbolista
Debutó con Técnico Universitario en 1980 y permaneció en el club hasta 1983. En 1984 se fue a El Nacional; allí estableció su récord de goles en una temporada al marcar dieciséis en el campeonato ecuatoriano de 1986. Durante esa experiencia con los militares ganó tres veces el campeonato ecuatoriano en 1983, 1984 y 1986.
En las temporadas 1988 y 1989 jugó con el Macará y de 1990 a 1994 se desempeñó en el Deportivo Quito.
En 1995 pasó al Espoli y en 1996 regreso a El Nacional donde nuevamente ganó el Campeonato Ecuatoriano.
En 1997 decidió volver a Técnico Universitario y allí terminó su carrera, retirándose el año siguiente.

### Como entrenador
En 1999 inició en Técnico Universitario ganado el ascenso a la Serie A de Ecuador, tras consagrarse campeón de la Serie B.
En 2003 abandona Deportivo Saquisilí por falta de presupuesto.
En 2007 llegó al Técnico Universitario, pero dejó el equipo en 2009 por bajo rendimiento y fue contratado por Mushuc Runa.
En 2016 volvió a Técnico Universitario. Sin embargo, dejó el club al ser contratado por el Deportivo Quito para dirigirlo en la Serie B.

## Selección nacional
Fue convocado por primera vez para una competición oficial en la Copa América 1987, donde disputó los dos partidos con su selección: en el primero ante Argentina sustituyó a Raúl Avilés en el minuto 42 de la primera parte, mientras que en el segundo, con Perú, jugó los 90 minutos.

## Clubes

### Como futbolista
| Club                  | País    | Año       |
| --------------------- | ------- | --------- |
| Técnico Universitario | Ecuador | 1980-1983 |
| El Nacional           | Ecuador | 1984-1987 |
| Macará                | Ecuador | 1988-1989 |
| Deportivo Quito       | Ecuador | 1990-1994 |
| ESPOLI                | Ecuador | 1995      |
| El Nacional           | Ecuador | 1996      |
| Técnico Universitario | Ecuador | 1997-1998 |

### Como entrenador
| Club                  | País    | Año       |
| --------------------- | ------- | --------- |
| Técnico Universitario | Ecuador | 1999      |
| Deportivo Saquisilí   | Ecuador | 2003      |
| Delfín                | Ecuador | 2006      |
| Técnico Universitario | Ecuador | 2007-2009 |
| Mushuc Runa           | Ecuador | 2010      |
| Águilas               | Ecuador | 2011-2012 |
| Técnico Universitario | Ecuador | 2016      |
| Deportivo Quito       | Ecuador | 2016      |

## Palmarés

### Como futbolista

#### Campeonatos nacionales
| Título                 | Club        | País                   | Año  |
| ---------------------- | ----------- | ---------------------- | ---- |
| Campeonato Ecuatoriano | El Nacional | Ecuador                | 1983 |
| Campeonato Ecuatoriano | 1984        |                        |      |
| Campeonato Ecuatoriano | 1986        | Campeonato Ecuatoriano |      |
| 1996                   |             |                        |      |

### Como entrenador

#### Campeonatos nacionales
| Título             | Club                  | País    | Año  |
| ------------------ | --------------------- | ------- | ---- |
| Serie B de Ecuador | Técnico Universitario | Ecuador | 1999 |